# Acacia dallachiana
Acacia dallachiana — вид квіткових рослин з родини бобових. Ареал: Австралія (Новий Південний Уельс, Вікторія).

## Середовище й екологія
Відомий у субальпійських і гірських лісах на переважно гранітних ґрунтах у південному Новому Уельсі та північно-східній Вікторії.

## Біоморфологічна характеристика
Це високий кущ або невелике дерево (до 15 метрів), із серпоподібними філодіями та довгими колосками дуже щільно зібраних квіток; молоді філодії та стебла можуть бути злегка сизими. Має гладку, сіру або сіро-коричневу кору, яка стає глибоко тріщинистою. Філодії мають довжину від 8 до 18 см і ширину від 1 до 3.5 см і мають від двох до чотирьох первинних жилок і неясних вторинних жилок. Цвіте з жовтня по січень, утворюючи золотисті квітки.